# NGC 1260
NGC 1260 is een spiraalvormig sterrenstelsel in het sterrenbeeld Perseus. Het hemelobject ligt 240 miljoen lichtjaar (69 × 106 parsec) van de Aarde verwijderd en werd op 19 oktober 1884 ontdekt door de Franse astronoom Guillaume Bigourdan.
Op 16 september 2006 werd in het sterrenstelsel een van grootste supernova's (SN 2006gy) ontdekt, die ongeveer 100 keer sterker dan een normale supernova.

## Synoniemen
- PGC 12219
- UGC 2634
- MCG 7-7-47
- ZWG 540.81
- IRAS 03141+4113